# 榎駅
榎駅（えのきえき）は、山梨県甲斐市篠原（当時は中巨摩郡竜王町田中）にあった山梨交通電車線の駅である。

## 概要
徳行駅からほぼ西に直進し、そのまま竜王町に突入して最初にあった駅で、富竹新田・万才集落を通り越して南西へ進路を変えた直後にあった。相対式2面2線の交換駅であったが、廃止時には交換設備は使用停止となっていた。

## 歴史
- 1930年（昭和5年）5月1日：開業。
- 1959年（昭和34年）8月14日：台風7号の被害により架線柱が倒れ不通となる。のち復旧。
- 1962年（昭和37年）7月1日：路線廃止により廃駅。

## 廃線後の状況
専用軌道の跡地である道路「廃軌道」上に跡が存在する。小僧寿しの斜向かいにある巨大なテナントビルの前が駅跡で、やはり道路から一段凹んでいるが駐車場として流用されているため分かりづらい。周囲は商店混じりの住宅地となっている。

## 隣の駅
山梨交通
電車線
徳行駅 - 榎駅 - 玉幡駅